# Jasenov Del
Jasenov Del (szerbül Јасенов Дел) egy falu Szerbiában, a Piroti körzetben, a Babušnicai községben.

## Népesség
- 1948-ban 844 lakosa volt.
- 1953-ban 835 lakosa volt.
- 1961-ben 785 lakosa volt.
- 1971-ben 666 lakosa volt.
- 1981-ben 494 lakosa volt.
- 1991-ben 310 lakosa volt
- 2002-ben 198 lakosa volt,[1] akik közül 132 bolgár (66,66%), 20 szerb (10,1%), 17 ismeretlen, a többi egyéb nemzetiségű és nem nyilatkozott.[2]